# Wilfried Skreiner
Wilfried August Skreiner (* 8. Oktober 1927 in Graz; † 21. April 1994 ebenda) war ein österreichischer Jurist und Kunsthistoriker.

## Leben und Wirken
Wilfried Skreiner wurde am 8. Oktober 1927 in Graz in eine bürgerliche Familie geboren. Nach der allgemeinen Schulausbildung und der Matura begann er an der Universität Graz seine Studien der Rechtswissenschaft und der Kunsthistorik. Schon als Student organisierte er mit Kollegen unter der Leitung von Johann Wolfgang Schaukal das wieder beginnende Bildungsprogramm der Urania Steiermark. Beide Studien schloss er mit dem Doktorgrad ab, ehe er nach dem Abschluss in beiden Bereichen tätig wurde. In seiner 1963 veröffentlichten Dissertation schrieb er über die Vergänglichkeitsdarstellungen in der abendländischen Malerei. Ab 1966 fungierte er als Hochschullehrer an der Universität Graz – er habilitierte in den 1970er Jahren mit einer Arbeit über Alfred Wickenburg – und wurde im gleichen Jahr Leiter der Neuen Galerie Graz am Landesmuseum Joanneum. Des Weiteren rief er 1966 die Internationalen Malerwochen ins Leben und initiierte 1967 die zahlreichen trigon-Ausstellungen im Rahmen des steirischen herbstes. Die trigon-Biennale wurde ursprünglich 1963 von Hanns Koren begründet und bis 1995 abgehalten.
Unter seiner Leitung wurden in der Neuen Galerie um die 600 Ausstellungen verwirklicht. Ab Mitte der 1970er und speziell in den 1980er Jahren setzte sich Skreiner für die sogenannte Neue Malerei in Österreich und die sogenannten Neuen Wilden ein. Dazu zählten unter anderem Vertreter wie Erwin Bohatsch, Hubert Schmalix, Alfred Klinkan oder Alois Mosbacher. Er setzte sich jedoch nicht nur für die jüngere Generation ein, sondern lobte auch ältere Künstler wie etwa Mario Decleva, den er als „einer der wenigen wirklich informellen Künstler, nicht nur in der Steiermark“ bezeichnete. Außerdem war Skreiner Mitglied des Kulturkuratoriums und fungierte zeitweise auch im Direktorium des steirischen herbstes. Knapp 30 Jahre lang gestaltete er bis zu seinem Tod die heimische Kunstszene mit.
Im Laufe seines Lebens veröffentlichte Skreiner zahlreiche kunstspezifische Werke und Künstlerbiografien. So entstanden Bücher über Franz Blum, Rudolf Szyszkowitz, Mario Ballocco, Alfred Wickenburg, Axl Leskoschek, Gianni Colombo, Karl Stark, Nadežda Prvulović, Peter Pongratz, Robert Keil, Fred Hartig, Marcello Morandini, Max Weiler oder Alfred Kubin. Weitere Bücher, bei denen er als Hauptautor fungierte, waren Österreichische Malerei (1973), Gefühle (1971), Hans-Fronius-Archiv (1968) oder Religiöse Kunst heute (1968). Des Weiteren war er an zig verschiedenen Arbeiten als Mitautor beteiligt.
Am 21. April 1994 starb Skreiner 66-jährig. Der Österreichbeitrag beim rund drei Wochen später stattfindenden Grafikbiennale von Zagreb wurde ebenfalls in memoriam Wilfried Skreiner gewidmet. Von 30. Mai bis 30. Juni 1995 fand in der Neuen Galerie Graz ihm zu Ehren eine Sonderausstellung mit dem Titel In Memoriam Wilfried Skreiner statt. Ebenfalls 1995 erschien über die Neue Galerie das Buch Wilfried Skreiner, eine Hommage an den ein Jahr zuvor verstorbenen Galerieleiter.
Am 20. Oktober 2000 wurde erstmals der nach Skreiner benannte und anfangs mit 100.000 Schilling und später mit 7.500 Euro dotierte Wilfried-Skreiner-Preis in der Neuen Galerie vergeben; erste Preisträgerin war die 1970 geborene Performance- und Fotokünstlerin Elke Krystufek. Der Preis, der von der Gesellschaft der Freunde der Neuen Galerie in Erinnerung und in Würdigung der Verdienste von Univ.-Prof. DDr. Wilfried Skreiner und um dessen Engagement für die Förderung und Entwicklung junger österreichischer Künstler und Künstlerinnen gestiftet wird, wird seitdem alle zwei Jahre vergeben. In den Neuen Galerie steht heute (Stand: 2019) eine um das Jahr 1980 von Erwin Huber aus Bronzeguss hergestellte Porträtbüste Skreiners.

## Werke (Auswahl)
- 1966: Alfred Kubin
- 1968: Religiöse Kunst heute
- 1968: Hans-Fronius-Archiv
- 1970: Max Weiler
- 1970: Marcello Morandini
- 1970: Fred Hartig
- 1971: Robert Keil
- 1971: Peter Pongratz
- 1971: Nadežda Prvulović
- 1971: Karl Stark
- 1971: Gianni Colombo
- 1971: Gefühle
- 1971: Axl Leskoschek
- 1972: Alfred Wickenburg
- 1973: Österreichische Malerei
- 1973: Mario Ballocco
- 1977: Rudolf Szyszkowitz
- ca. 1987: Der Bildhauer Franz Blum